# 5 000 mètres féminin de patinage de vitesse aux Jeux olympiques de 2022
Navigation
Pyeongchang 2018 Milan-Cortina 2026

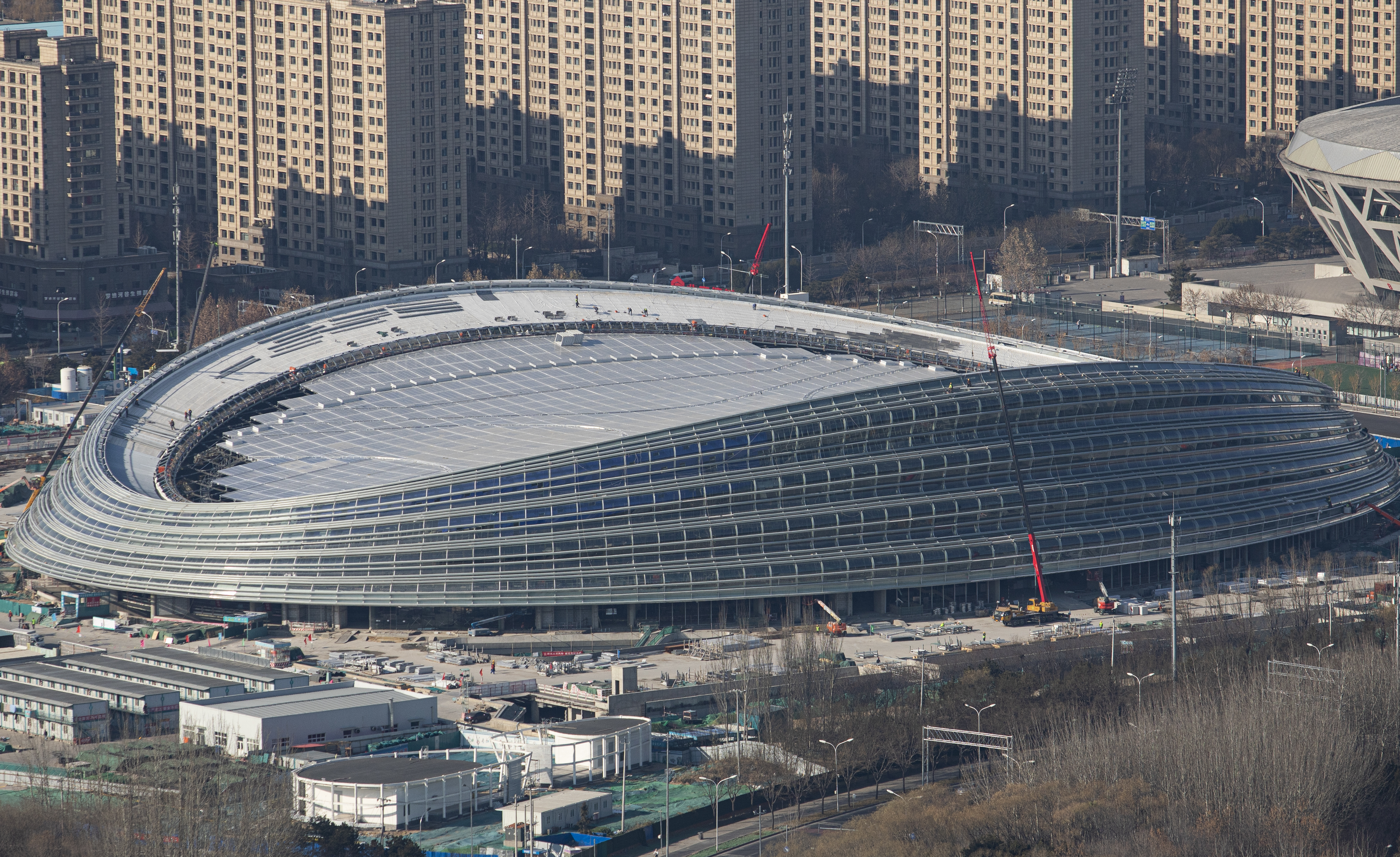

Le 5 000 mètres féminin de patinage de vitesse aux Jeux olympiques d'hiver de 2022 a lieu le 10 février 2022 à l'Anneau national de patinage de vitesse de Pékin.

## Programme
Tous les horaires correspondent à l'UTC+8.
| Date                  | Horaire      |
| --------------------- | ------------ |
| Jeudi 10 février 2022 | Début à 20 h |

## Records
Avant cette compétition, les records dans cette discipline étaient les suivants :
| Record du monde    | 6 min 39 s 02 | Natalya Voronina  | Russie    | 15 février 2020 | Salt Lake City |
| Record olympique   | 6 min 46 s 91 | Claudia Pechstein | Allemagne | 23 février 2002 | Salt Lake City |
| Record de la piste | 7 min 28 s 04 | Chen Xiangyu      | Chine     | 8 avril 2021    | Pékin          |

## Résultats
| Rang                                | Série | Couloir   | Patineur               | Nationalité | Temps            | Retard       |
| ----------------------------------- | ----- | --------- | ---------------------- | ----------- | ---------------- | ------------ |
| Médaille d'or, Jeux olympiques      | 6     | Intérieur | Irene Schouten         | Pays-Bas    | 6 min 43 s 51 OR | —            |
| Médaille d'argent, Jeux olympiques  | 5     | Intérieur | Isabelle Weidemann     | Canada      | 6 min 48 s 18    | + 4 min 67 s |
| Médaille de bronze, Jeux olympiques | 4     | Intérieur | Martina Sáblíková      | Tchéquie    | 6 min 50 s 09    | + 6 s 58     |
| 4                                   | 6     | Extérieur | Francesca Lollobrigida | Italie      | 6 min 51 s 76 NR | + 8 s 25     |
| 5                                   | 5     | Extérieur | Ragne Wiklund          | Norvège     | 6 min 56 s 34    | + 12 s 83    |
| 6                                   | 3     | Extérieur | Natalya Voronina       | ROC         | 6 min 56 s 99    | + 13 s 48    |
| 7                                   | 3     | Intérieur | Sanne in 't Hof        | Pays-Bas    | 6 min 59 s 77    | + 16 s 26    |
| 8                                   | 4     | Extérieur | Misaki Oshigiri        | Japon       | 7 min 1 s 17     | + 17 s 66    |
| 9                                   | 1     | Extérieur | Maryna Zuyeva          | Biélorussie | 7 min 2 s 91     | + 19 s 40    |
| 10                                  | 1     | Intérieur | Momoka Horikawa        | Japon       | 7 min 6 s 92     | + 23 s 41    |
| 11                                  | 2     | Intérieur | Han Mei                | Chine       | 7 min 8 s 37     | + 24 s 86    |
| 12                                  | 2     | Extérieur | Magdalena Czyszczoń    | Pologne     | 7 min 21 s 49    | + 37 s 98    |